# Juriu

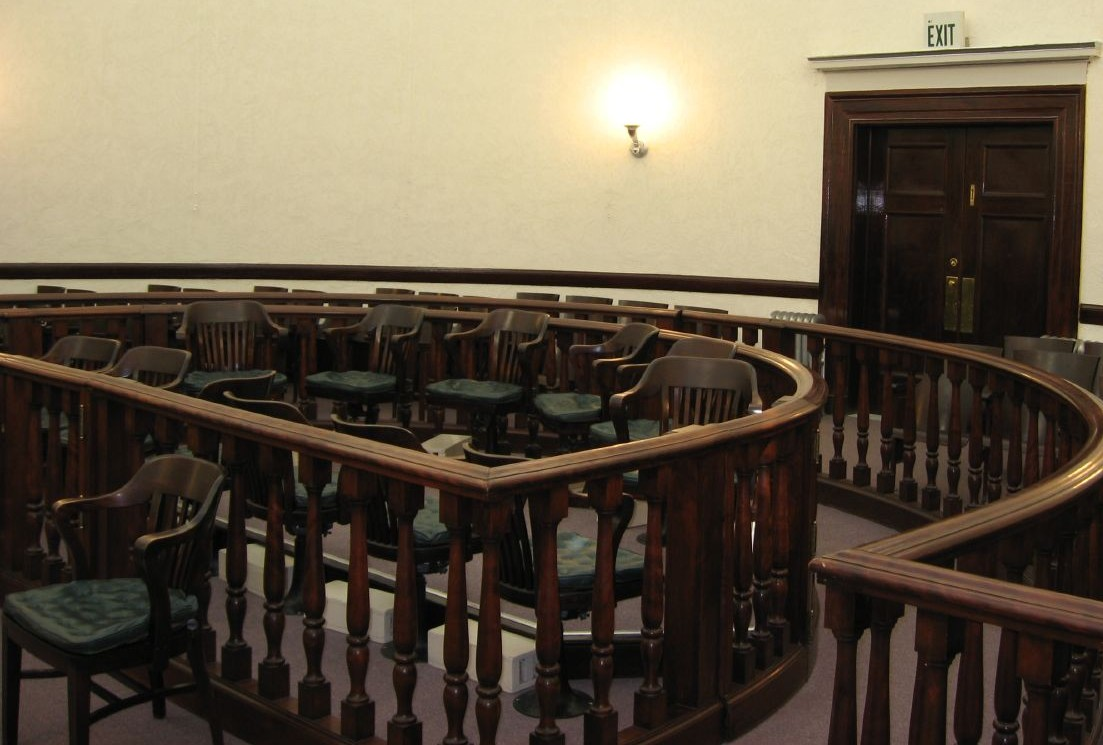
O boxă a juriului într-o sală de judecată americană din Comitatul Pershing, Nevada

Juriul este un corp de persoane (jurați) convocat pentru a audia dovezi și a da un verdict imparțial (o constatare de fapt asupra unei întrebări) care le-a fost prezentat oficial de către o instanță sau pentru a stabili o pedeapsă sau o hotărâre.

## Istoric
Cu toate că instituția juriului este una specifică sistemului anglo-saxon de drept, aceasta a avut paralele și în sistemele ce l-au precedat. Cel mai important exemplu este cel al dreptului roman. În curțile romane, pe lângă un chestor, ce îndeplinea practic funcția judecătorului, era însoțit de o bancă de jurați, cunoscuți drept judices (sg. judex), care îl susțineau în luarea hotărârii. Decizia juraților nu putea fi combătută prin apel.